# Spányik Kornél
Spányik Kornél (Pozsony, 1858. október 29. – Budapest, 1943. február 22.) magyar festő.

## Életpályája
Bécsben és Münchenben tanult, mesterei Benczúr Gyula és Liezen-Mayer Sándor voltak. Budapesten, Pozsonyban és Bécsben dolgozott. 1880-tól kiállították képeit a Műcsarnokban, 1929-ben ugyanitt csoportos kiállítása volt. Több képét is díjakkal jutalmazták. Néhány művét a Magyar Nemzeti Galéria őrzi.

## Művei (válogatás)
- Készülődés (olaj, vászon, 80 x 65 cm; magángyűjteményben)
- Pihenő az erdőben, (ismeretlen 11.5 x 17 cm)
- 1901 Tehenek, (olaj, fa 16 x 9 cm)
- 1902 Lány napernyővel, (olaj, fa 11 x 16 cm)

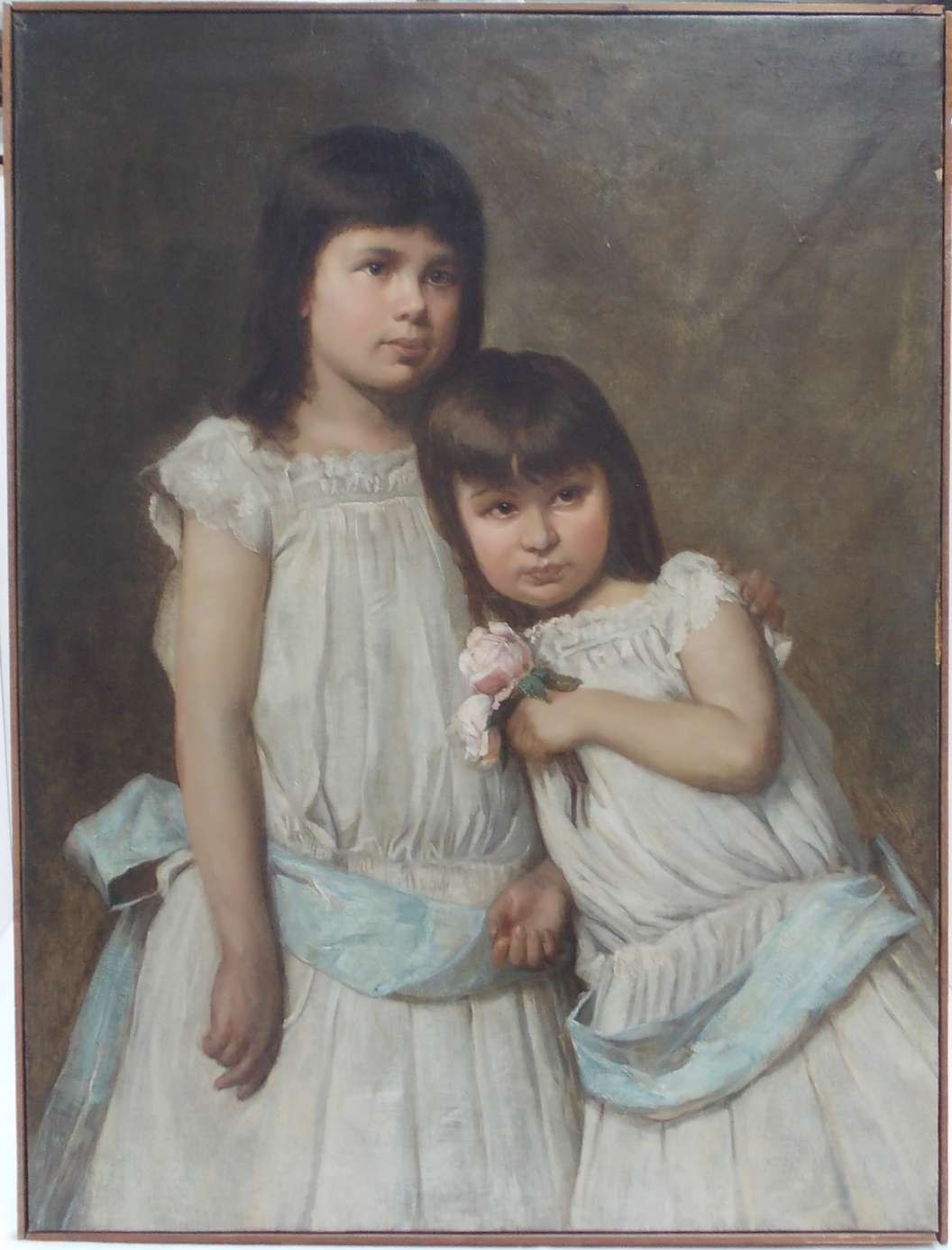
1890, Nővérek, (olajfestmény 72 x 96 cm)

- 1890, Nővérek, (olajfestmény 72 x 96 cm)1890 Nővérek, (olaj, vászon 72 x 96 cm)
- Női akt (Danaé), (olaj, vászon )
- Orient expressz (Nászúton), (olaj, vászon 125 x 105 cm)
- 1897 Fiatal lány, (olaj, vászon 80 x 125 cm)
- Automobilnál, (olaj, karton 29 x 20 cm)
- Hölgy virágos réten, (olaj, vászon 60 x 80.5 cm)
- 1889 Fekvő akt, (olaj, vászon 154 x 74.5 cm)
- Emlékek, (olaj, vászon 30 x 45 cm)
- 1919 Pihenő lovag, (olaj, vászon 100 x 43.5 cm)
- Kilátás a művész műterméből, (olaj, karton 48.5 x 54 cm)
- 1932 Allegórikus jelenet, (olaj, vászon 265 x 178 cm)
- Fiatal hölgy virágokkal, (olaj, vászon kartonon 69.5 x 103.5 cm)
- 1899 Fiatal lány virágokkal, (olaj, vászon 70 x 57.5 cm)
- Lány az ablakban, (olaj, vászon 65 x 80 cm)
- Vígasztalás (vázlat), (olaj, vászon 29 x 35.5 cm)
- Heverő gyermek, (olaj 42 x 70 cm)
- Leány virágokkal, (olaj 38 x 47 cm)
- 1894 Műterem, (olaj, vászon 88.5 x 110.5 cm)
- Heverő gyermek, (olaj 42 x 70 cm)
- Leány virágokkal, (olaj 38 x 47 cm)
- Női képmás, (olaj 10 x 10 cm)
- Fehérruhás leány, (olaj 45 x 55 cm)
- Női képmás, (olaj 56 x 70 cm)
- Női képmás, (olaj 56 x 70 cm)
- Szt.Cecilia, (olaj 31 x 66 cm)
- Cigány böske, (olaj, vászon 43 x 52 cm)
- Bál után, (olaj 95 x 126 cm)
- Szakácsnő, (olaj 73 x 130 cm)
- Kártyavetőnő, (olaj 110 x 85 cm)
- Szabadban, (olaj 32 x 22 cm)
- Kártyavetés, (olaj 105 x 85 cm)
- Műbarátok, (olaj 120 x 95 cm)
- Tájkép, (olaj 32 x 22 cm)